# November 2014
Dit artikel geeft een chronologisch overzicht van de belangrijkste gebeurtenissen per dag van de maand november in het jaar 2014.

## Gebeurtenissen

### 1 november
- De nieuwe Europese Commissie, onder leiding van Jean-Claude Juncker, gaat van start.
- In Jemen bereiken de belangrijkste strijdende partijen, de sjiitische beweging Ansarullah en de radicale soennitische partij Al-Islah, een akkoord over een overgangsregering van onafhankelijke technocraten.
- In Griekenland betogen zo'n 25.000 Grieken tegen de besparingsmaatregelen van de regering-Samaras.
- In verschillende Franse steden wordt er geprotesteerd tegen de politie, naar aanleiding van de dood van een milieuactivist tijdens een betoging bijna een week eerder. In de steden Nantes en Toulouse komt het tot rellen.

### 2 november
- In het oosten van Oekraïne worden verkiezingen georganiseerd in de steden Donetsk en Loehansk door de pro-Russische rebellen, met de bedoeling het autonome statuut van de regio te onderstrepen. Deze worden in Donetsk gewonnen door de zelfverklaarde premier en rebellenleider Aleksandr Zachartsjenko en in Loegansk door rebellenleider Igor Plotnitski. De verkiezingen worden door Oekraïne als illegaal en nep beschouwd. Enkel Rusland erkent de uitslag.
- In Burkina Faso betoogt de oppositie en eist een democratische machtsoverdracht, nadat het leger de macht heeft gegrepen en president Blaise Compaoré het land is ontvlucht. Bij de protesten valt één dode. De Verenigde Naties roepen het leger op om de grondwet te respecteren.
- Bij drie bomaanslagen in de Iraakse hoofdstad Bagdad worden minstens 35 sjiieten gedood. De aanslagen zijn waarschijnlijk het werk van IS.
- Aan de grensovergang Wagah tussen Pakistan en India, nabij de stad Lahore, worden minstens 55 mensen gedood bij een zelfmoordaanslag van de Pakistaanse taliban.

### 3 november
- Koerdische strijders bevrijden ruim tweehonderd gegijzelde Jezidi's uit handen van Islamitische Staat in de Noord-Iraakse plaats Sinjar.
- Het One World Trade Center, met zijn hoogte van 541 meter het hoogste gebouw van New York, wordt geopend.

### 4 november
- Judoka Dex Elmont is de nieuwe aanvoerder van de wereldranglijst in de klasse tot 73 kilogram. De 30-jarige Europees kampioen heeft zoveel punten verdiend met zijn recente zeges in de Grands Prix van Zagreb en Abu Dhabi dat hij nu met 1878 punten de eerste positie heeft ingenomen. Victor Scvortov (van geboorte in 1988 Moldaviër), die uitkwam voor de Verenigde Arabische Emiraten heeft er 1732.

### 5 november
- Bij de Amerikaanse congresverkiezingen behalen de Republikeinen een meerderheid in de Senaat. Ook behouden ze hun meerderheid in het Huis van Afgevaardigden. Door de uitkomst van de verkiezingen wordt het voor de Republikeinen eenvoudiger wetgeving door president Obama te blokkeren of terug te draaien.
- In Oost-Jeruzalem overlijdt één persoon wanneer een Palestijn inrijdt op een politieagent. De dader wordt doodgeschoten door de politie. De aanslag wordt opgeëist door de Palestijnse beweging Hamas. Op de Westelijke Jordaanoever rijdt een Palestijn in op een groep Israëlische soldaten. Drie soldaten raken daarbij gewond, waarvan er één in kritieke toestand is.
- In Egypte komen in de buurt van de hoofdstad Caïro twee agenten om bij een bomontploffing op een trein.

### 6 november
- Meer dan 100.000 mensen betogen in Brussel tegen de geplande besparingsmaatregelen van de Vlaamse en de Belgische federale regering. De manifestatie loopt uit op rellen met geweld, gewonden en vernielingen.

### 7 november
- De Nederlandse Tweede Kamer gaat akkoord met de invoering van het sociaal leenstelsel. Daardoor komt per 1 september 2015 een einde aan de basisbeurs in het Nederlandse hoger onderwijs.
- Wetenschappers ontdekken een complete bevroren steppenwisent in het oosten van Siberië. Het dier is een inmiddels uitgestorven bizonsoort die leefde in Eurazië en Noord-Amerika tijdens het Pleistoceen.

### 8 november
- Minstens veertien mensen komen om bij een busongeval in Cieza, in het zuidoosten van Spanje.

### 9 november
- In de Duitse hoofdstad Berlijn wordt herdacht en gevierd dat precies 25 jaar geleden de Berlijnse Muur viel.
- In een referendum over de onafhankelijkheid van Catalonië stemt 80% van de twee miljoen deelnemers voor totale onafhankelijkheid van Spanje. De volksraadpleging wordt niet erkend door de Spaanse overheid.

### 10 november
- In de Nigeriaanse stad Potiskum worden minstens 47 mensen, voornamelijk schoolkinderen, gedood bij een bomaanslag.
- In de RAI Amsterdam worden de 298 slachtoffers van de vliegramp met de MH17 herdacht.

### 11 november
- De Indiase minister-president Narendra Modi benoemt de oud-minister van Toerisme Shripad Yesso Naik tot minister van Yoga.
- De rechtbank in Gwangju (Zuid-Korea) veroordeelt de kapitein van de gekapseisde veerboot Sewol tot 36 jaar celstraf wegens nalatigheid. Bij de ramp in april van dit jaar kwamen 304 opvarenden om het leven.

### 12 november
- Philae verlaat de ruimtesonde Rosetta en landt op de komeet 67P/Tsjoerjoemov-Gerasimenko. Dit is de eerste landing op een komeet ooit.
- De Raad van State in Den Haag oordeelt dat de Zeeuwse Hedwigepolder ontpolderd mag worden.

### 13 november
- Na een conflict over de integratiepolitiek van minister Lodewijk Asscher worden de Tweede Kamerleden Tunahan Kuzu en Selçuk Öztürk, die van Turkse afkomst zijn, uit de PvdA-fractie gezet.
- De Vlaamse schrijver Stefan Hertmans wint de AKO Literatuurprijs voor zijn roman Oorlog en terpentijn.

### 14 november
- Drie mijnwerkers komen om bij een aardbeving in Karviná, in het noordoosten van Tsjechië.

### 15 november
- De intocht van Sinterklaas in de Nederlandse stad Gouda leidt tot ongeveer negentig arrestaties vanwege strubbelingen tussen voor- en tegenstanders van Zwarte Piet.
- In de Australische stad Brisbane gaat de negende G20-top van start.
- De Nigeriaanse terreurorganisatie Boko Haram verovert de christelijke plaats Chibok in het noorden van Nigeria, van waaruit de islamistische extremisten in april van dit jaar 276 schoolmeisjes ontvoerden.
- Interim-president Yacouba Isaac Zida (1965) van Burkina Faso stelt politici een ultimatum om een nieuwe leider voor het West-Afrikaanse land te kiezen. Die leider moet de overgang van het militaire bewind naar een burgerregime in goede banen leiden.

### 16 november
- De islamistische terreurbeweging IS brengt een video naar buiten waarin de onthoofding van de Amerikaanse hulpverlener Peter Kassig en achttien soldaten van het Syrische leger is te zien.
- Het Nigeriaanse leger herovert de christelijke enclave Chibok in het noordoosten van Nigeria op Boko Haram.

### 17 november
- De Anglicaanse Kerk keurt met een ruime meerderheid het amendement goed dat vrouwen toelaat tot het ambt van bisschop.

### 18 november
- Twee dagen na de uitbraak in de Nederlandse plaats Hekendorp duikt de hoogpathogene H5N8-variant van de vogelgriep ook in het oosten van het Engelse graafschap Yorkshire op.
- Bij een Palestijnse aanslag op een synagoge in West-Jeruzalem komen zeven personen (onder wie de twee daders) om het leven. Acht anderen raken (zwaar) gewond.

### 20 november
- Na een eerdere uitbraak in de Nederlandse provincie Utrecht breekt vogelgriep ook uit in de Zuid-Hollandse plaats Ter Aar en het Overijsselse Kamperveen.
- Braziliaanse onderzoekers ontdekken in de Braziliaanse stad Dona Francisca in Rio Grande do Sul een fossiel bestaande uit een schedel, romp- en ledemaatdelen afkomstig van een cynodont daterend uit het Mesozoïcum.
- De terreurgroepering Boko Haram doodt 48 vishandelaren in het noordoosten van Nigeria, bij het vissersdorp Baga aan het Tsjaadmeer.

### 21 november
- De Amerikaanse president Barack Obama ontvouwt zijn immigratieplan waarmee illegalen worden beschermd tegen uitzetting.
- De Japanse premier Shinzo Abe ontbindt officieel het lagerhuis van het Japanse parlement vanwege het feit dat de Japanse economie in een recessie is beland.
- Zhanar Dugalova wint namens Kazachstan het Türkvizyonsongfestival 2014. De Belgisch-Turkse Funda Kılıç wordt laatste namens Turkije.
- De Wereldgezondheidsorganisatie (WHO) maakt bekend dat in Madagaskar de pest is uitgebroken en dat al veertig personen aan de ziekte zijn overleden.

### 22 november
- Militanten van de Somalische terreurbeweging al-Shabaab kapen een autobus op weg van de noordelijke Keniaanse stad Mandera naar de hoofdstad Nairobi. Minstens 28 niet-islamitische passagiers worden geëxecuteerd.

### 23 november
- Bij een aardbeving met een kracht van 6,7 op de schaal van Richter in het centrum van Japan raken minstens 39 personen gewond. Het epicentrum bevindt zich in het noorden van de prefectuur Nagano.
- De Belgische baanwielrenners Jasper De Buyst en Kenny De Ketele winnen de 74ste editie van de Zesdaagse van Vlaanderen-Gent.
- In de oostelijke Afghaanse provincie Paktika worden tijdens een volleybaltoernooi minstens 45 mensen gedood bij een zelfmoordaanslag door de taliban.
- De Britse Formule 1-coureur Lewis Hamilton wordt voor de tweede keer in zijn carrière wereldkampioen in de koningsklasse van de autosport.

### 24 november
- In België vindt de eerste provinciale stakingsdag plaats in de provincies Antwerpen en Limburg, Henegouwen en Luxemburg.
- In de Verenigde Staten beslist een onderzoeksjury om agent Darren Wilson niet te vervolgen voor het doodschieten van Michael Brown in Ferguson afgelopen augustus. De beslissing leidt tot rellen en plunderingen, ondanks de oproep van president Obama om zich neer te leggen bij de uitspraak.
- De Amerikaanse minister van Defensie Chuck Hagel biedt zijn ontslag aan.
- Minstens 32 mensen komen om bij overstromingen veroorzaakt door overvloedige regen in het zuiden van Marokko.

### 25 november
- Bij twee bomexplosies op een markt in Maiduguri, de hoofdstad van de Nigeriaanse deelstaat Borno, komen meer dan 45 mensen om het leven.

### 28 november
- Bij drie gelijktijdige (bom)aanslagen in een moskee in de Nigeriaanse stad Kano komen meer dan 150 mensen om het leven. De moslimfundamentalistische terreurorganisatie Boko Haram wordt verantwoordelijk gehouden voor de aanslagen.

### 29 november
- Tientallen vogelaars komen naar de Gnephoekpolder in Alphen aan den Rijn om naar de Afrikaanse woestijngrasmus te kijken. Deze soort is nooit eerder waargenomen in Noord-Europa.

### 30 november
- In de Nederlandse gemeente Zoeterwoude is bij een pluimveebedrijf vogelgriep ontdekt. Bij de uitbraak in Zoeterwoude gaat het om de hoogpathogene H5N8-variant van de vogelgriep. Het is daarmee de vijfde keer dat het vogelgriepvirus in Nederland uitbreekt.
- De oud-president van Uruguay Tabaré Vázquez wint de algemene verkiezingen in zijn land. Op 1 maart 2015 volgde hij José Mujica op als president.

## Overleden
<< · januari · februari · maart · april · mei · juni · juli · augustus · september · oktober · november · december · >>